# Mikroappartement

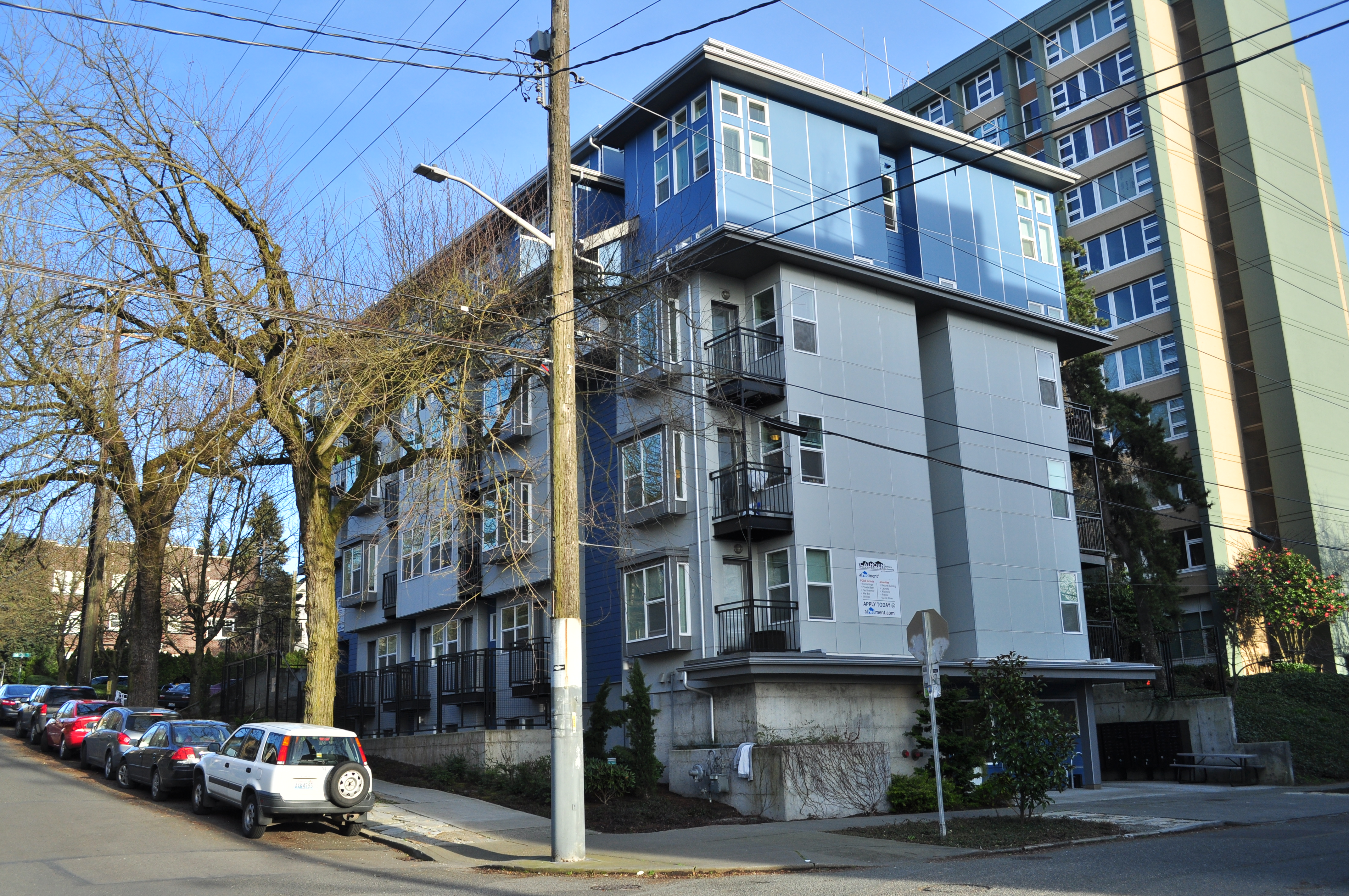
Wohnhaus mit Mikroappartements in Seattle

Ein Mikroappartement oder Mikroapartment, international auch als Microflat bezeichnet, ist eine in sich geschlossene, sehr kleine Einzimmerwohnung. Typischerweise bieten sie auf ca. 14–32 Quadratmetern Platz für Wohn- und Schlafraum, ein Bad und eine Küchenzeile. Im Gegensatz zu einer traditionellen Studiowohnung können die Bewohner auch Zugang zu einer gemeinschaftlich genutzten Küche, einem Bad oder einer Dusche, einer Terrasse und einem Dachgarten haben.
Wenn sich mehrere Mikroappartements als Satellitenappartements um gemeinschaftliche genutzte Räume herum gruppieren, wird diese Funktionseinheit auch als Cluster-Wohnung oder Cluster-Wohngemeinschaft bezeichnet.
Mikroapartments werden insbesondere in den dichtbesiedelten urbanen Zentren Europas, Japans, Hongkongs und Nordamerikas immer öfter angeboten, wo ansonsten sehr hohe Mieten gezahlt werden müssen.

## Geschichte
Auch wenn der Begriff „Mikroapartment“ erst seit den 2000er-Jahren vermehrt verwendet wird, gibt es schon länger ähnliche Konzepte. Ein Beispiel dafür ist etwa der Nakagin Capsule Tower in Tokio mit seinen kleinen, ursprünglich portablen Wohnkapseln. Der Vorläufer der modernen Mikroappartements sind allerdings die Apartment-Hotels, die ursprünglich für längere Geschäftsreisen gedacht waren. Dabei wohnen die Gäste in kleinen Apartments, die aber vom Hotelpersonal gepflegt werden (Housekeeping). Dieses Wohnkonzept wurde dann auf reguläre Wohnungen übertragen.

## Hintergrund
Aufgrund der hohen Nachfrage sind in Weltstädten wie Tokio, New York oder London die Grundstückspreise und Wohnungsmieten besonders hoch. Außerdem leben immer mehr Menschen alleine, sodass kleine Wohnungen besonders gefragt sind. Diese Trends lassen sich auch in deutschen Großstädten betrachten. Auch für Investoren sind Mikroapartments interessant, da sie pro Quadratmeter höhere Erträge als größere Wohneinheiten abwerfen können.

## Ausstattung, Einrichtung und Service
Mikroappartements werden oft möbliert vermietet und sind meist mit Futons oder mit ausziehbaren Betten, ausklappbaren Tischen und besonders kleinen oder versteckten Geräten ausgestattet. In manchen Fällen sind auch die Kosten für Strom oder Internet schon im Mietvertrag enthalten. Oft gibt es auch Gemeinschaftsbereiche wie Fitnessräume, Dachterrassen oder Sportplätze.